# Königsau
Königsau – miejscowość i gmina w Niemczech, w kraju związkowym Nadrenia-Palatynat, w powiecie Bad Kreuznach, wchodzi w skład gminy związkowej Kirner Land. Do 31 grudnia 2019 wchodziła w skład gminy związkowej Kirn-Land. Według danych z 31 grudnia 2009 roku liczyła 66 mieszkańców.
Pierwsze wzmianki o miejscowości pochodzą z 1325 roku.